# フォリドタ属

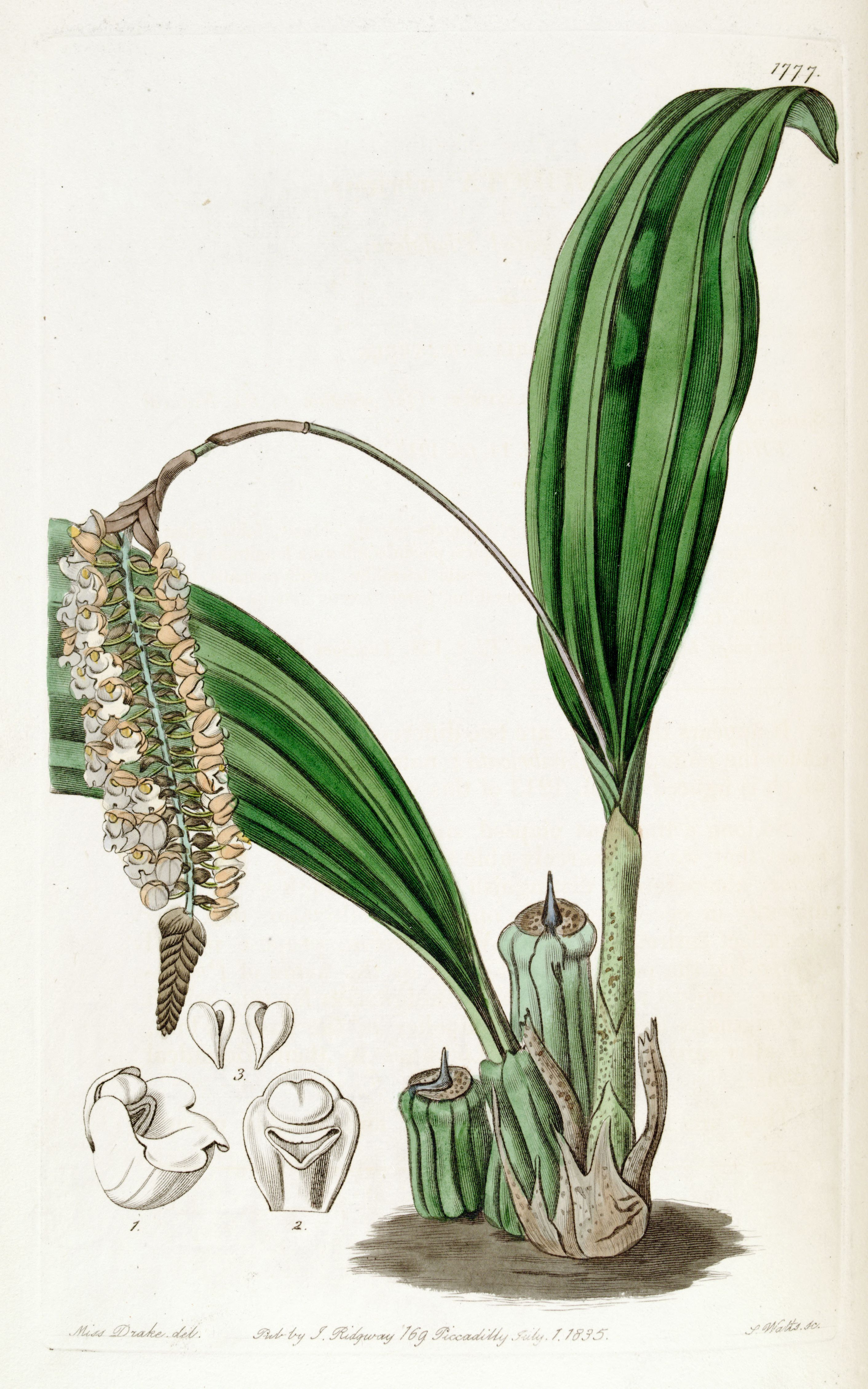
図版
P. imbricata

フォリドタ属 Pholidota は、ラン科植物の属の1つ。小さな花を2列につけた細長い花穂を出す。

## 特徴

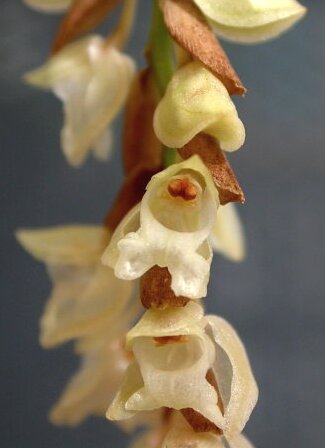
花の拡大
P. imbricata

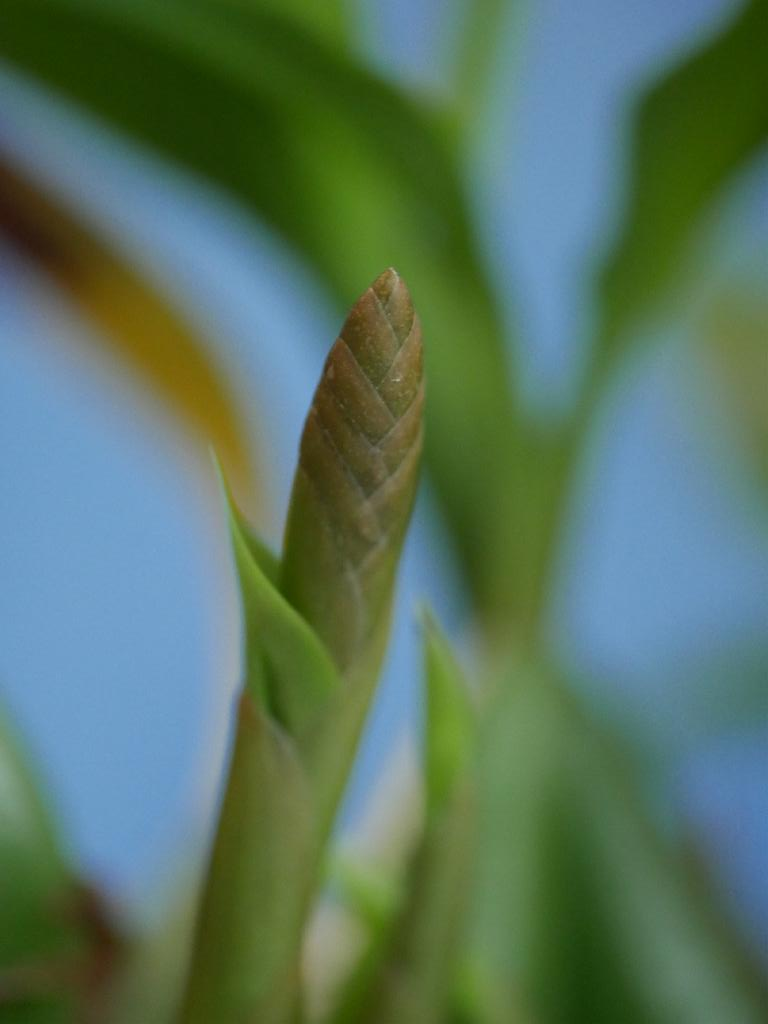
展開する前の花序・苞が折り重なっている
P. chinensis

常緑性の多年生植物で着生植物根茎は短く横に這い、偽鱗茎を密生する。偽鱗茎は断面が角の丸い四角に近く全体としては鈍い四角錐の形をしている。葉は偽鱗茎の先端に1枚から2枚をつける。葉は革質で、表面にはしわ状の縦に走る凹凸があり、葉の縁は緩い波状になっている。花茎は偽鱗茎の先端から出て、柄はあまり長くない。花序はその柄の先から伸び、小さな花が2列に密生し、垂れて伸び、先端は下を向く。個々の花の基部には苞がある。蕊柱は短くて先端部に翼状の突起が出る。花粉塊は4個ある。
学名はギリシャ語の pholidos (鱗の意)と otos (耳の意）からなり、花序にガラガラヘビの尾に似た鱗状の苞があることによる。英名は rattlesnake orchid で、まさに「ガラガラヘビのラン」である。ちなみにほ乳類のセンザンコウ目の学名が全く同じ綴りである。

## 分布と種
40-50種があり、中国南部、東南アジア、インドネシア、フィリピン、オーストラリア、ニューカレドニア、ニューギニアに渡って分布する。

## 分類など
本属は1825年に P. imbricata をタイプ種として W. J. Hooker によって記載された。
セロジネ属 Coelogyne やデンドロキラム属 Dendrochilum などと近縁のものである。セロジネ属に含め、その中で節として扱われたこともある。セロジネに似るが、唇弁の基部が空洞の筒状になること、蕊柱が短く、先端近くの周辺に翼状の突出がある点などで区別される。

### 代表的な種
以下、代表的な種を示す。
- Pholidota
  - P. articulata
  - P. chinensis　キネンシス
  - P. imbricata　インブリカタ

## 利害
洋ランとして観賞用に栽培されることがある。比較的普及しているものもあるが、セロジネやデンドロキラムのように時に一般の花屋にまで出回るほどではない。その上に石井、井上編集代表(1969)では『作りやすいが、あまり美しくない』と身もふたもない評価をつけている。
キネンシスなどいくつかの種は伝統的な医療の中で薬草として用いられたものがあり、それらを中心に成分の研究などもなされている。